# Elvegust
Elvegust, auch Sno, nennt man die kalten, teilweise starken Fallböen, die im Innern der norwegischen Fjorde auftreten. Elvegust sind katabatische Winde, die so stark sein können, dass sie das Wasser der Fjorde zu Gischt, Havrög genannt, zerstäuben können.